# Quintaria microspora
Quintaria microspora är en svampart som beskrevs av Yin. Zhang, K.D. Hyde & J. Fourn. 2008. Quintaria microspora ingår i släktet Quintaria och familjen Lophiostomataceae.   Inga underarter finns listade i Catalogue of Life.